# Alscher
Alscher ist ein schlesischer Familienname.

## Herkunft und Bedeutung
Der Name entstand durch eine schlesische Koseform des Vornamens Adelheid (Alusch) und drückt durch das Suffix -er die Zugehörigkeit als Ehemann, Sohn und selten auch als Schwiegersohn oder Neffe zu einer Adelheid aus.

## Varianten
- Alischer
- Altscher
- Alschner

## Namensträger
- Ludger Alscher (1916–1985), deutscher Klassischer Archäologe
- Bernhard Alscher (* 1957), deutscher Politiker (Freie Wähler)
- Mark Dominik Alscher (* 1963), deutscher Internist
- Otto Alscher (1880–1944), rumänien-deutscher und österreichischer Schriftsteller
- Sebastian Alscher (* 1976), deutscher Politiker (Piraten)